# Безменов, Василий Иванович (танкист)
Василий Иванович Безменов (1913—1981) — старшина Рабоче-крестьянской Красной Армии, участник Великой Отечественной войны, Герой Советского Союза (1945).

## Биография
Василий Безменов родился 11 июня 1913 года в городе Болхов (ныне — Орловская область) в рабочей семье.
После окончания средней школы работал шофёром. В июле 1941 года был призван на службу в Рабоче-крестьянскую Красную Армию. С апреля 1944 года — на фронтах Великой Отечественной войны. К январю 1945 года старшина Василий Безменов был механиком-водителем танка 49-й гвардейской танковой бригады 12-го гвардейского танкового корпуса 2-й гвардейской танковой армии 1-го Белорусского фронта. Отличился во время освобождения Польши.
20 января 1945 года в бою под городом Радзеюв, преодолев два противотанковых рва, танк Безменова зашёл во фланг позиций немецких войск и уничтожил его противотанковую батарею, что обеспечило успешное продвижение стрелковых подразделений.
В 1945 году вступил в ВКП(б). В конце того же года демобилизован. Проживал в посёлке Екатеринославка, работал шофёром, а затем механиком в автомобильном хозяйстве Октябрьского района Амурской области.
Умер 2 ноября 1981 года, похоронен в Екатеринославке.

## Награды
- Указом Президиума Верховного Совета СССР от 27 февраля 1945 года старшина Василий Безменов был удостоен высокого звания Героя Советского Союза с вручением ордена Ленина и медали «Золотая Звезда».
- Был также награждён орденом Красной Звезды и медалями.